# FIVB World Tour 2021 der Frauen
Die FIVB World Tour 2021 der Frauen bestand aus 24 Beachvolleyball-Turnieren. Diese waren in Kategorien eingeteilt, die durch Sterne bezeichnet wurden. Acht Turniere gehörten in die Kategorie mit vier Sternen, drei Turniere hatten zwei Sterne und dreizehn Turniere waren mit einem Stern am geringsten bewertet. Hinzu kam das Saisonfinale in Cagliari.

## Turniere

### Übersicht
Die folgende Tabelle zeigt alle Turniere der FIVB World Tour 2021.
| Austragungsort | Land        | Kategorie    | Datum                       |
| -------------- | ----------- | ------------ | --------------------------- |
| Doha           | Katar       | 4 Sterne     | 8. bis 12. März 2021        |
| Cancún         | Mexiko      | 4 Sterne     | 16. bis 20. April 2021      |
| Cancún         | Mexiko      | 4 Sterne     | 22. bis 26. April 2021      |
| Cancún         | Mexiko      | 4 Sterne     | 28. April bis 2. Mai 2021   |
| Sofia          | Bulgarien   | 1 Stern      | 20. bis 23. Mai 2021        |
| Sotschi        | Russland    | 4 Sterne     | 26. bis 29. Mai 2021        |
| Ostrava        | Tschechien  | 4 Sterne     | 2. bis 6. Juni 2021         |
| Sofia          | Bulgarien   | 1 Stern      | 10. bis 13. Juni 2021       |
| Gstaad         | Schweiz     | 4 Sterne     | 6. bis 11. Juli 2021        |
| Rubavu         | Ruanda      | 2 Sterne     | 14. bis 18. Juli 2021       |
| Leuven         | Belgien     | 1 Stern      | 15. bis 18. Juli 2021       |
| Sofia          | Bulgarien   | 1 Stern      | 22. bis 25. Juli 2021       |
| Ljubljana      | Slowenien   | 1 Stern      | 29. Juli bis 1. August 2021 |
| Sofia          | Bulgarien   | 1 Stern      | 5. bis 8. August 2021       |
| Cortegaça      | Portugal    | 1 Stern      | 12. bis 15. August 2021     |
| Prag           | Tschechien  | 2 Sterne     | 19. bis 22. August 2021     |
| Budapest       | Ungarn      | 1 Stern      | 19. bis 22. August 2021     |
| Brno           | Tschechien  | 2 Sterne     | 26. bis 29. August 2021     |
| Koropove       | Ukraine     | 1 Stern      | 2. bis 5. September 2021    |
| Cervia         | Italien     | 1 Stern      | 9. bis 12. September 2021   |
| Apeldoorn      | Niederlande | 1 Stern      | 9. bis 12. September 2021   |
| Madrid         | Spanien     | 1 Stern      | 16. bis 19. September 2021  |
| Nijmegen       | Niederlande | 1 Stern      | 16. bis 19. September 2021  |
| Cagliari       | Italien     | Saisonfinale | 6. bis 10. Oktober 2021     |
| Itapema        | Brasilien   | 4 Sterne     | 10. bis 14. November 2021   |

### Doha
4 Sterne, 8. bis 12. März 2021
Im Vorfeld des Turniers wurde die von Katar vorgeschriebene Turnier-Kleiderordnung, die sich am Islam ausrichtete, weltweit Ziel von Berichterstattung und Kritik. Katar ordnete daraufhin an, die für Frauenvolleyballturniere gängige Kleiderordnung zu erlauben.
| Platz | Team                                       |
| ----- | ------------------------------------------ |
| 1     | April Ross / Alix Klineman                 |
| 2     | Melissa Humana-Paredes / Sarah Pavan       |
| 3     | Ágatha Bednarczuk / Duda Lisboa            |
| 4     | Kelley Kolinske / Emily Stockman           |
| 5     | Ana Patrícia Ramos / Rebecca Cavalcanti    |
| 5     | Xenija Dabischa / Darja Rudych             |
| 5     | Swetlana Cholomina / Nadeschda Makrogusowa |
| 5     | Kelly Claes / Sarah Sponcil                |

### Cancún 1
4 Sterne, 16. bis 20. April 2021
| Platz | Team                                       |
| ----- | ------------------------------------------ |
| 1     | Talita Antunes / Taiana Lima               |
| 2     | Melissa Humana-Paredes / Sarah Pavan       |
| 3     | Ágatha Bednarczuk / Duda Lisboa            |
| 4     | Chantal Laboureur / Cinja Tillmann         |
| 5     | Mariafe Artacho / Taliqua Clancy           |
| 5     | Ana Patrícia Ramos / Rebecca Cavalcanti    |
| 5     | Heather Bansley / Brandie Wilkerson        |
| 5     | Swetlana Cholomina / Nadeschda Makrogusowa |

### Cancún 2
4 Sterne, 22. bis 26. April 2021
| Platz | Team                                         |
| ----- | -------------------------------------------- |
| 1     | Ágatha Bednarczuk / Duda Lisboa              |
| 2     | Swetlana Cholomina / Nadeschda Makrogusowa   |
| 3     | April Ross / Alix Klineman                   |
| 4     | Sanne Keizer / Madelein Meppelink            |
| 5     | Katharina Schützenhöfer / Lena Plesiutschnig |
| 5     | Wang Fan / Xia Xinyi                         |
| 5     | Karla Borger / Julia Sude                    |
| 5     | Kelly Claes / Sarah Sponcil                  |

### Cancún 3
4 Sterne, 28. April bis 2. Mai 2021
| Platz | Team                                  |
| ----- | ------------------------------------- |
| 1     | Mariafe Artacho / Taliqua Clancy      |
| 2     | Ágatha Bednarczuk / Duda Lisboa       |
| 3     | April Ross / Alix Klineman            |
| 4     | Melissa Humana-Paredes / Sarah Pavan  |
| 5     | Lidy Echeverria / Yanisleidis Sánchez |
| 5     | Marleen van Iersel / Pleun Ypma       |
| 5     | Nina Betschart / Tanja Hüberli        |
| 5     | Kelly Claes / Sarah Sponcil           |

### Sotschi
4 Sterne, 26. bis 29. Mai 2021
| Platz | Team                                       |
| ----- | ------------------------------------------ |
| 1     | Kelly Claes / Sarah Sponcil                |
| 2     | Nina Betschart / Tanja Hüberli             |
| 3     | Swetlana Cholomina / Nadeschda Makrogusowa |
| 4     | Tīna Graudiņa / Anastasija Kravčenoka      |
| 5     | Ágatha Bednarczuk / Duda Lisboa            |
| 5     | Heather Bansley / Brandie Wilkerson        |
| 5     | Sanne Keizer / Madelein Meppelink          |
| 5     | April Ross / Alix Klineman                 |

### Ostrava
4 Sterne, 2. bis 6. Juni 2021
| Platz | Team                                 |
| ----- | ------------------------------------ |
| 1     | Kelly Claes / Sarah Sponcil          |
| 2     | Joana Heidrich / Anouk Vergé-Dépré   |
| 3     | Bárbara Seixas / Carol Solberg       |
| 4     | Melissa Humana-Paredes / Sarah Pavan |
| 5     | Sanne Keizer / Madelein Meppelink    |
| 5     | Raïsa Schoon / Katja Stam            |
| 5     | Nina Betschart / Tanja Hüberli       |
| 5     | April Ross / Alix Klineman           |

### Gstaad
4 Sterne, 6. bis 11. Juli 2021
| Platz | Team                                    |
| ----- | --------------------------------------- |
| 1     | Ágatha Bednarczuk / Duda Lisboa         |
| 2     | Ana Patrícia Ramos / Rebecca Cavalcanti |
| 3     | Melissa Humana-Paredes / Sarah Pavan    |
| 4     | Tīna Graudiņa / Anastasija Kravčenoka   |
| 5     | Bárbara Seixas / Carol Solberg          |
| 5     | Heather Bansley / Brandie Wilkerson     |
| 5     | Kinga Kołosińska / Katarzyna Kociołek   |
| 5     | Nina Betschart / Tanja Hüberli          |

### Cagliari
Saisonfinale, 6. bis 10. Oktober 2021
| Platz | Team                                       |
| ----- | ------------------------------------------ |
| 1     | Karla Borger / Julia Sude                  |
| 2     | Melissa Humana-Paredes / Sarah Pavan       |
| 3     | April Ross / Alix Klineman                 |
| 4     | Swetlana Cholomina / Nadeschda Makrogusowa |
| 5     | Ágatha Bednarczuk / Duda Lisboa            |
| 5     | Kelly Claes / Sarah Sponcil                |
| 7     | Joana Heidrich / Anouk Vergé-Dépré         |
| 7     | Nina Betschart / Tanja Hüberli             |
| 9     | Sanne Keizer / Madelein Meppelink          |
| 9     | Valentina Gottardi / Marta Menegatti       |

### Itapema
4 Sterne, 10. bis 14. November 2021
| Platz | Team                                    |
| ----- | --------------------------------------- |
| 1     | Ágatha Bednarczuk / Duda Lisboa         |
| 2     | Taiana Lima / Hegeile Almeida           |
| 3     | Terese Cannon / Sara Hughes             |
| 4     | Tainá Silva / Victória Lopes            |
| 5     | Andressa Cavalcanti / Vitória Rodrigues |
| 5     | Elize Maia / Thamela Coradello          |
| 5     | Talita Antunes / Rebecca Cavalcanti     |
| 5     | Betsi Flint / Emily Day                 |

## Auszeichnungen des Jahres 2021
| FIVB Tour Champion | Ágatha Bednarczuk / Eduarda Santos Lisboa („Duda“) |